# МДТ (мина)
МДТ — мина донная трубная акустико-индуктивного типа для активных скрытных минных постановок с подводных лодок.

Донные неконтактные мины имели небольшую глубину места постановки, что ограничивало их использование прибрежными и мелководными районами. Мины такого типа предназначены для поражения подводных лодок и надводных кораблей (судов) любого водоизмещения.

## История проектирования
Разработку магнитно-акустической донной мины МДТ осуществляло ЦКБ-145 МСП. В 1953 году данная мина была принята на вооружение ВМФ СССР для постановки из 533-мм торпедных аппаратов подводных лодок.

## Конструкция
Донная мина «МДТ» имела цилиндрическую форму и снаряжалась комбинированным неконтактным акустико-индукционным взрывателем, который реагировал как на акустическое поле корабля, так и на изменение магнитного поля вокруг самой мины, вызванное движением корабля в радиусе действия индукционного приёмника мины.